# Largwisi
Largwisi (ros. Łargwis) – wieś w Osetii Południowej, w regionie Achalgori. W 2015 roku liczyła 137 mieszkańców.